# Nosa tigris
Nosa tigris is een insect uit de familie van de mierenleeuwen (Myrmeleontidae), die tot de orde netvleugeligen (Neuroptera) behoort. 
Nosa tigris is voor het eerst wetenschappelijk beschreven door Dalman in 1823.